# Toni Collette
Pour les articles homonymes, voir Toni et Collette (homonymie).
Toni Jane Collett, dite Toni Collette, est une actrice, productrice et chanteuse australienne, née le 1er novembre 1972 à Sydney.
Révélée par la comédie dramatique Muriel (1994), elle s'est bâti une solide carrière à Hollywood, entre cinéma et télévision. Nommée à l'Oscar de la meilleure actrice dans un second rôle pour le thriller Sixième Sens (1999), elle parvient à confirmer auprès de la critique et du grand public, tout au long de sa carrière, en alternant cinéma indépendant et blockbusters, avec des premiers rôles ou des rôles secondaires.
Au début des années 2000, elle remporte un Theatre World Awards et est nommée au Tony Award de la meilleure actrice dans une comédie musicale pour la pièce The Wild Party. Elle confirme en jouant des rôles principaux dans les comédies dramatiques In Her Shoes (2005) et Little Miss Sunshine (2006) ainsi que dans le téléfilm Tsunami : Les Jours d'après (2006), ces deux dernières productions lui permettant d'être doublement nommée lors des Golden Globes 2007. Elle participe aussi à des films tels que The Hours (2002), Pour un garçon (2002), Connie et Carla (2004), The Night Listener (2006), The Dead Girl (2006), ou encore le film d'animation Mary et Max (2009).
À la télévision, elle joue le premier rôle de la série télévisée United States of Tara (2009-2011), pour laquelle elle est également productrice et qui lui vaut le Golden Globe de la meilleure actrice dans une série télévisée musicale ou comique ainsi que le Primetime Emmy Award dans la même catégorie.
Durant la décennie suivante, elle reste très active en enchaînant les premiers rôles : Un cadeau inattendu (2011), Mental (2012), Cet été-là (2013), Lucky Them (2013), Ma meilleure amie (2015), Krampus (2015), Fun Mom Dinner (2017), Madame (2017). Elle accepte également un grand nombre de rôles secondaires : Hitchcock (2012), All About Albert (2013), Tammy (2014), Imperium (2016), The Yellow Birds (2016), XXX: Reactivated (2017), Conspiracy (2017), Please Stand By (2017), Hearts Beat Loud (2018), Velvet Buzzsaw (2019).
Elle est aussi la vedette de la série Wanderlust (2018) et du drame d’horreur psychologique Hérédité (2018). Ce dernier lui vaut une nouvelle vague de récompenses et citations. Puis, elle confirme avec la mini-série Unbelievable (2019) qui lui vaut une quatrième nomination à un Golden Globe.

## Biographie

### Jeunesse et formation
Toni Jane Collett naît le 1er novembre 1972 à Sydney et grandit dans le quartier de Glebe. Elle est la fille de Bob Collette, camionneur, et de Judy, une associée service clientèle.
En 1989, elle intègre l'Australian Theatre for Young People. Lorsqu'elle a seize ans, elle quitte son école australienne pour suivre des cours d'art dramatique à l'Institut national d'art dramatique.

### Carrière

#### Débuts et révélation
Si Toni Collette commence sa carrière en 1990 au théâtre, se démarquant dans des productions de la Sydney Theatre Company, puis continue au cinéma en 1992 dans Spotswood, avec Anthony Hopkins et Russell Crowe, elle se fait connaître du grand public et acquiert une notoriété internationale, grâce à son rôle dans le film Muriel (1994), de Paul John Hogan. Pour son interprétation (pour laquelle elle a dû prendre dix-huit kilos en sept semaines), elle obtient l'Australian Film Institute de la meilleure actrice et sa première nomination aux Golden Globes.
En 1996, elle fait partie de la distribution de la comédie Cosi (en). La même année, Toni Collette commence une carrière hollywoodienne dans Le Porteur de cercueil, avec David Schwimmer et Gwyneth Paltrow, qu'elle retrouve l'année suivante pour la romance Emma, l'entremetteuse, démontrant une facilité à varier tous types de rôles comme en femme torturée dans le drame Velvet Goldmine mais aussi la comédie dramatique 8 femmes ½ de Peter Greenaway.
En 1999, son rôle — celui de la mère de Cole (Haley Joel Osment) — dans le thriller horrifique et psychologique, Sixième Sens lui vaut, notamment, une nomination aux Oscars dans la catégorie meilleure actrice dans un second rôle.

#### Succès à Hollywood

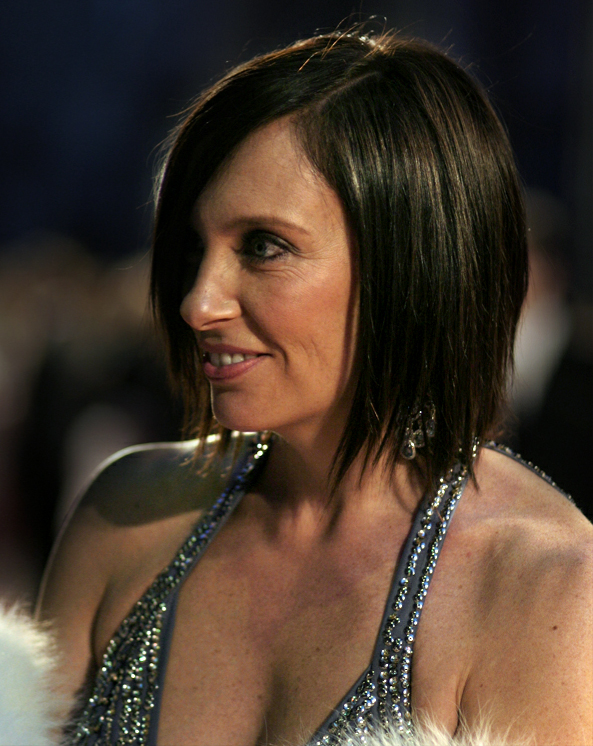
L'actrice, nommée aux Orange British Academy Film Awards 2007 pour sa performance dans Little Miss Sunshine.

Dans les années 2000, Toni Collette fut aussi saluée pour sa performance à Broadway, dans le rôle de Queenie de l’œuvre de Michael John LaChiusa The Wild Party. Pour ce rôle exigeant, Toni Collette reçut une nomination pour les Tony Awards et remporte le Theatre World Awards de la meilleure actrice dans une comédie musicale.
Au cinéma, elle a joué dans des films comme Shaft, remake d'un film de 1971, et enchaîne les rôles secondaires remarqués comme dans The Hours, In Her Shoes, mais son rôle le plus notoire dans sa carrière au cinéma durant cette décennie, elle l'obtient avec Little Miss Sunshine, film indépendant américain sorti en 2006, ayant obtenu un succès inattendu et une pluie de récompenses, où elle est la mère d'une famille en pleine crise.
Toujours en 2006, elle fonde avec son époux le groupe Toni Collette & the Finish (en), qui connaît un succès en Australie avec l'album Beautiful Awkward Pictures. La même année, elle séduit dans le thriller noir The Dead Girl face à Brittany Murphy et Marcia Gay Harden.
En 2007, elle partage la vedette avec Meryl Streep, Claire Danes et Vanessa Redgrave dans Le Temps d'un été et participe à des productions indépendantes telles que Tabou(s).
La même année, elle cumule deux nominations lors de la 64e cérémonie des Golden Globes. La première dans la catégorie meilleure actrice dans un film musical ou une comédie grâce à Little Miss Sunshine et la seconde, pour la meilleure actrice dans un second rôle dans une série, une mini-série ou un téléfilm grâce à sa participation au téléfilm dramatique plébiscité par la critique Tsunami : Les Jours d'après composé d'une large distribution de comédiens tels que Chiwetel Ejiofor, Aure Atika, Sophie Okonedo, Tim Roth et Gina McKee.
Elle poursuit cependant dans un registre indépendant avec des productions comme The Black Balloon, Hey Hey It's Esther Blueburger et Mary et Max.
Elle conclut cette décennie en obtenant le rôle principal de la nouvelle série United States of Tara, créée par Diablo Cody (scénariste de Juno). Dans cette série, elle incarne une femme qui souffre d'un trouble dissociatif de l'identité. Son interprétation est saluée et lui permet de remporter le Primetime Emmy Award de la meilleure actrice dans une série télévisée comique, en 2009, et l'année suivante, le Golden Globe de la meilleure actrice dans une série télévisée musicale ou comique.

#### Cinéma indépendant

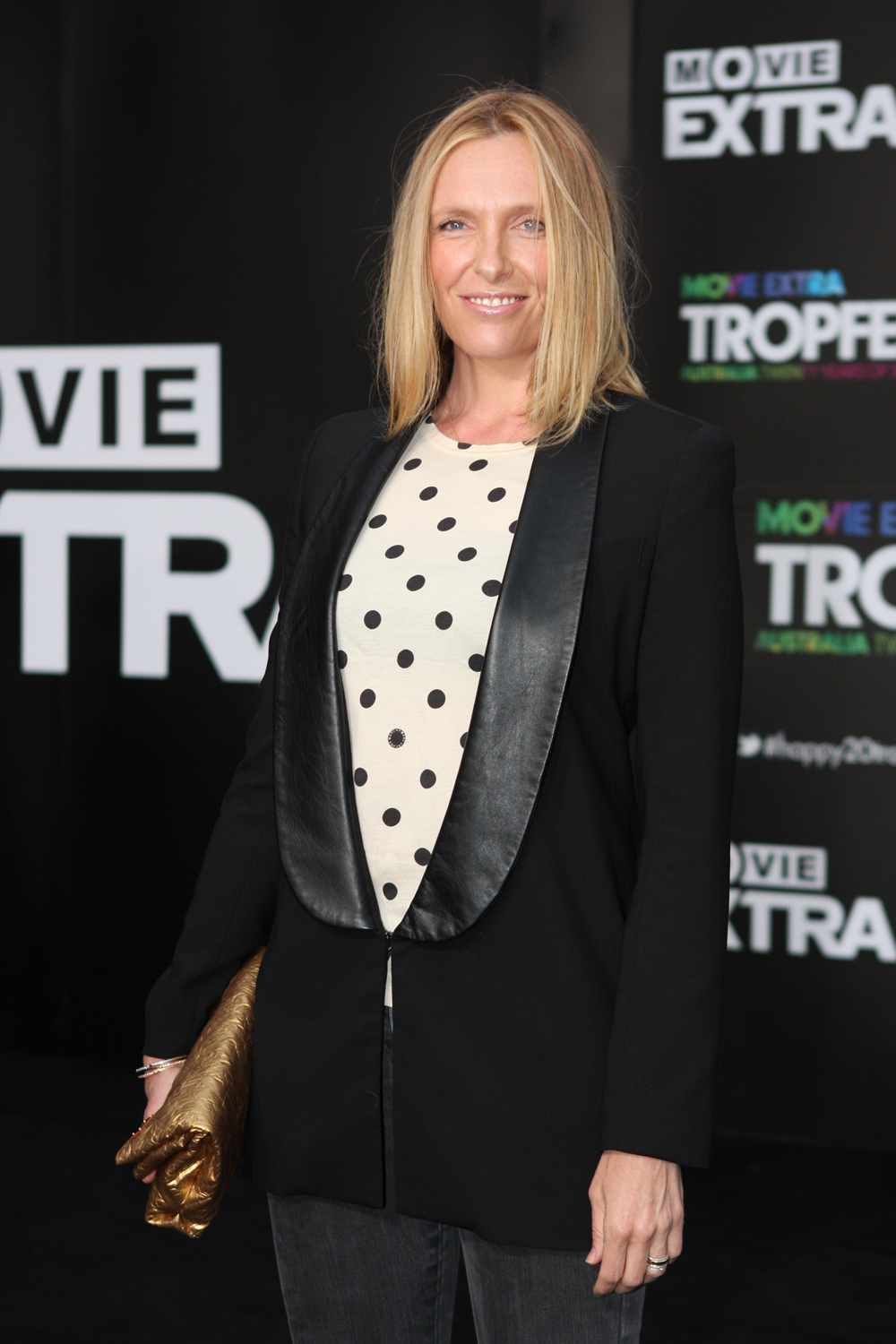
L'actrice, membre du jury du Tropfest 2012, à Sydney.

Parallèlement, Toni Collette est le premier rôle féminin de la comédie dramatique et familiale Un cadeau inattendu avec Ioan Gruffudd, un second rôle dans la comédie horrifique portée par Colin Farrell, Fright Night et reste fidèle aux productions indépendantes avec Mental, film australien dont elle est la vedette principale.
Entre 2012 et 2013, elle interprète l'assistante d'Alfred Hitchcock dans le film biographique Hitchcock dont les premiers rôles sont attribués à Anthony Hopkins et Helen Mirren, elle rejoint la large distribution réunie pour la comédie dramatique saluée Cet été-là aux côtés de Steve Carell, Allison Janney, Sam Rockwell et Maya Rudolph.
Elle est une nouvelle fois propulsée en tant que premier rôle féminin dans un drame indépendant pour Lucky Them dont elle partage l'affiche avec Thomas Haden Church et le canadien Oliver Platt et elle accepte de seconder Julia Louis-Dreyfus et James Gandolfini dans la comédie All About Albert, sortie en 2013.
Entre 2013 et 2014, aux côtés de Dylan McDermott, elle porte la série Hostages, basée sur la série israélienne du même nom. La série est cependant un échec d'audiences et est finalement annulée.
L'actrice traverse alors une période difficile et connaît une série d'échecs critiques : d'abord Up and Down dans lequel elle partage la vedette aux côtés de Pierce Brosnan, puis, Tammy, comédie potache portée par Melissa McCarthy dans laquelle elle n'a qu'une faible participation et le film d'aventures Hector et la Recherche du bonheur. Ces trois productions sont des flops.

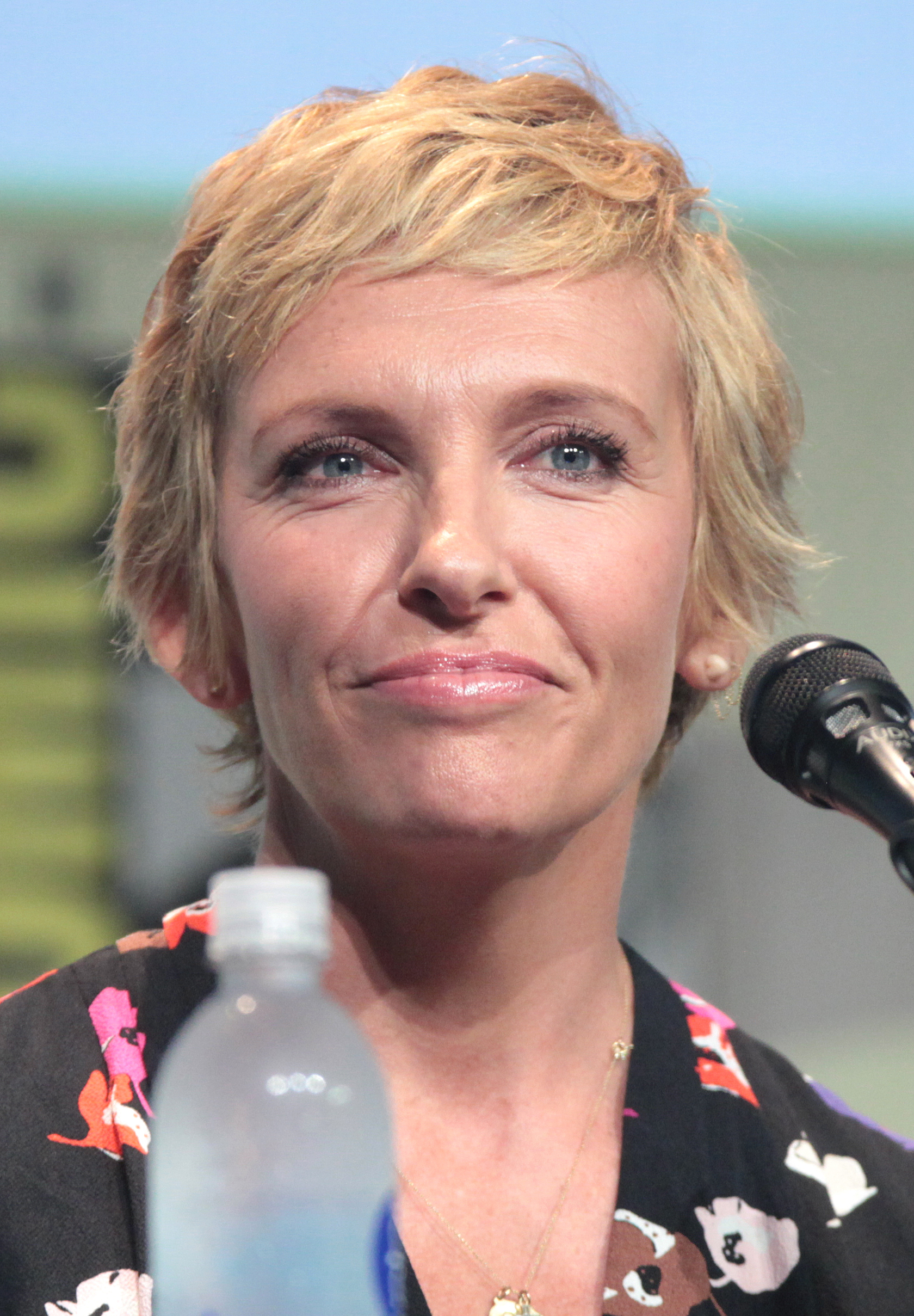
L'actrice au Comic-Con de San Diego 2015, pour la promotion de Krampus.

Se démarque à cette période, seulement l'indépendant Glassland et la mini-série Devil's Playground (en) dans laquelle elle occupe un rôle secondaire.
En 2015, elle est à l'affiche du film d'animation Les Aventures extraordinaires de Blinky Bill, de la comédie Ma meilleure amie de Catherine Hardwicke partageant l'affiche avec Drew Barrymore et de la comédie horrifique qui déçoit Krampus.

#### Reconnaissance critique
En 2017, Toni Collette est l'antagoniste principale du blockbuster d'action XXX: Reactivated face à Vin Diesel. Auparavant, elle seconde Daniel Radcliffe dans le thriller noir Imperium, sorti en 2016. Suivent quatre productions indépendantes : la comédie féminine Fun Mom Dinner, le film d'action Conspiracy porté par Noomi Rapace, le film de guerre The Yellow Birds avec Tye Sheridan et Jennifer Aniston et le film français Madame d'Amanda Sthers avec Rossy de Palma.
En 2018, elle livre une performance saluée par les critiques,,, dans le film d'horreur indépendant Hérédité d'Ari Aster. La même année, elle joue une psychanalyste dans la série dramatique, aussi saluée, Wanderlust qui aborde le sujet du mariage libre. La série est diffusée par le réseau BBC aux États-Unis et par la plateforme Netflix, en France. Son interprétation lui vaut une nouvelle vague de récompenses et citations lors de cérémonies de remises de prix.
Dans le même temps, elle dément les rumeurs d'une présence de son personnage du Sixième Sens dans l'attendu thriller Glass de M. Night Shyamalan.
L'année suivante, elle poursuit cette collaboration avec la plateforme de vidéo à la demande : d'abord en secondant Jake Gyllenhaal dans le film horrifique Velvet Buzzsaw,, puis, en étant à l'affiche de la série Unbelievable, tirée d'une histoire vraie. Cette mini-série de huit épisodes, est basée sur un article intitulé An Unbelievable Story of Rape qui a reçu le prestigieux Prix Pulitzer. L'histoire est celle de Marie, une adolescente de Washington qui se retrouve devant un tribunal, accusée d'avoir menti en affirmant être une victime de viol. Son interprétation d'une détective féministe est remarquée et saluée par une nomination au Golden Globe de la meilleure actrice dans un second rôle dans une série, une mini-série ou un téléfilm, qui est sa quatrième nomination aux Golden Globes,.

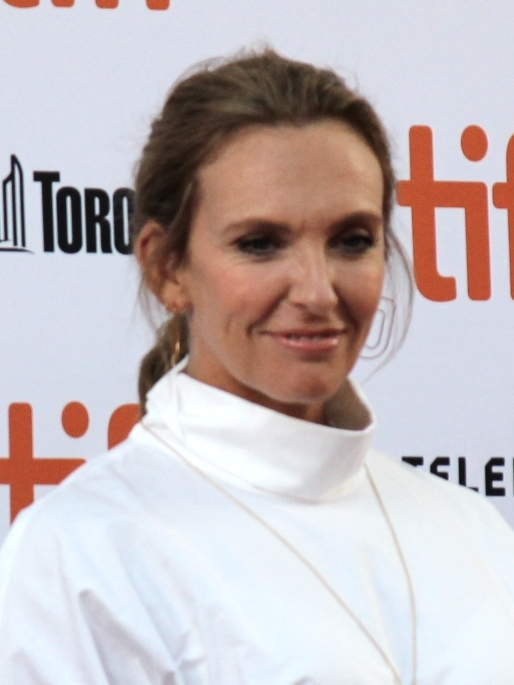
Au Festival international du film de Toronto 2019.

En fin d'année 2019, elle est à l'affiche d'À couteaux tirés, un Cluedo de Rian Johnson présenté au festival international du film de Toronto 2019, au casting choral notamment composé de Daniel Craig, Chris Evans, Ana de Armas et Don Johnson,. Un succès critique et public qui lance rapidement la production d'une suite.
Puis, elle joue pour la première fois, avec Anna Kendrick dans le thriller de science-fiction Stowaway. Elle défend la production indépendante Dream Horse d'Euros Lyn. Un drame sportif dans lequel elle partage la vedette aux côtés du britannique Damian Lewis, présenté au Festival du film de Sundance 2020.
Après le succès critique et populaire d'Unbelievable, elle est choisie afin d'interpréter l'héroïne d'une série développée par Netflix, Pieces Of Her. Un thriller adapté d'un best-seller qui se déroule dans la ville de Géorgie où un acte violent déclenche des événements inattendus. La même année, elle accepte un second rôle afin de tourner sous la direction du respecté Guillermo del Toro avec Cate Blanchett et Bradley Cooper pour Nightmare Alley, la seconde adaptation du roman Le Charlatan.
En 2022, elle décroche l'un des rôles principaux du film comique The Estate (en) aux côtés d'Anna Faris. Le film obtient de bonnes critiques.

### Vie privée
Toni Collette se marie avec le musicien Dave Galafassi le 11 janvier 2003 et possède des maisons en Australie et en Irlande. Le premier enfant du couple est une fille née le 9 janvier 2008 et prénommée Sage Florence. Toni Collette annonce en octobre 2010 qu'elle est de nouveau enceinte. Elle donne naissance à un garçon, Arlo Robert, le 22 avril 2011.
Toni Collette divorce après vingt ans de mariage : elle annonce cette séparation le 7 décembre 2022, après que son époux a été aperçu en train d'embrasser une autre femme sur une plage.

## Filmographie

### Actrice

#### Cinéma

##### Longs métrages

###### Années 1990
- 1992 : Spotswood de Mark Joffe : Wendy Robinson
- 1993 : Le Voleur et le Cordonnier (The Princess and the Cobbler) de Richard Williams : la servante de la princesse / la sorcière de la montagne (version Miramax) (voix)
- 1994 : Muriel (Muriel's Wedding) de P. J. Hogan : Muriel Heslop
- 1996 : Cosi (en) de Mark Joffe : Julie
- 1996 : Le Porteur de cercueil (The Pallbearer) de Matt Reeves : Cynthia
- 1996 : Lilian's Story de Jerzy Domaradzki : Lilian Singer, jeune
- 1996 : Emma, l'entremetteuse (Emma) de Douglas McGrath : Harriet Smith
- 1997 : Clockwatchers de Jill Sprecher : Iris Chapman
- 1997 : The James Gang de Mike Barker : Julia Armstrong
- 1997 : Diana & Me de David Parker : Diana Spencer
- 1998 : The Boys de Rowan Woods : Michelle
- 1998 : Velvet Goldmine de Todd Haynes : Mandy Slade
- 1999 : 8 Femmes 1/2 (8 ½ Women) de Peter Greenaway : Griselda
- 1999 : Sixième Sens (The Sixth Sense) de M. Night Shyamalan : Lynn Sear

###### Années 2000
- 2000 : Shaft de John Singleton : Diane Palmieri
- 2000 : Hotel Splendide de Terence Gross : Kath
- 2000 : Le Gâteau magique (The Magic Pudding) de Karl Zwicky : Meg Bluegum (voix)
- 2002 : Dérapages incontrôlés (Changing Lanes) de Roger Michell : Michelle
- 2002 : Pour un garçon (About a Boy) de Chris et Paul Weitz : Fiona
- 2002 : Dirty Deeds de David Caesar : Sharon
- 2002 : The Hours de Stephen Daldry : Kitty
- 2003 : Japanese Story de Sue Brooks : Sandy Edwards
- 2004 : Connie et Carla (Connie and Carla) de Michael Lembeck : Carla
- 2004 : The Last Shot de Jeff Nathanson : Emily French
- 2005 : In Her Shoes de Curtis Hanson : Rose Feller
- 2006 : Little Miss Sunshine de Jonathan Dayton et Valerie Faris : Sheryl Hoover
- 2006 : The Night Listener de Patrick Stettner : Donna D. Logand
- 2006 : Like Minds de Gregory J. Read : Sally
- 2006 : The Dead Girl de Karen Moncrieff : Arden
- 2007 : Le Temps d'un été (Evening) de Lajos Koltai : Nina Mars
- 2007 : Tabou(s) (Nothing Is Private / Towelhead) d'Alan Ball : Melina Hines
- 2008 : The Black Balloon d'Elissa Down : Maggie Mollison
- 2008 : Hey Hey It's Esther Blueburger de Cathy Randall : Mary
- 2009 : Mary et Max (Mary and Max) d'Adam Elliot : Mary Daisy Dinkle (voix)

###### Années 2010
- 2011 : Jesus Henry Christ de Dennis Lee : Patricia Herman
- 2011 : Fright Night de Craig Gillespie : Jane Brewster
- 2011 : Un cadeau inattendu (Foster) de Jonathan Newman : Zooey
- 2012 : Mental de P. J. Hogan : Shaz
- 2013 : Hitchcock de Sacha Gervasi : Peggy Robertson
- 2013 : Cet été-là (The Way, Way Back) de Nat Faxon et Jim Rash : Pam
- 2013 : Lucky Them de Megan Griffiths : Ellie Klug
- 2013 : All About Albert de Nicole Holofcener : Sarah
- 2014 : Up and Down (A Long Way Down) de Pascal Chaumeil : Maureen
- 2014 : Tammy de Ben Falcone : Missi
- 2014 : Glassland de Gerard Barrett : Jean
- 2014 : Hector et la Recherche du bonheur (Hector and the Search for Happiness) de Peter Chelsom : Agnes
- 2014 : Les Boxtrolls (The Boxtrolls) de Graham Annable et Anthony Stacchi : Lady Portley-Rind (voix)
- 2015 : Blinky Bill the Movie de Deane Taylor : Beryl / Cheryl (voix)
- 2015 : Ma meilleure amie (Miss You Already) de Catherine Hardwicke : Milly
- 2015 : Krampus de Michael Dougherty : Sarah
- 2017 : Imperium de Daniel Ragussis : Angela Zamparo
- 2017 : xXx: Reactivated (xXx: The Return of Xander Cage) de D. J. Caruso : Jane Marke
- 2017 : The Yellow Birds d'Alexandre Moors : Amy Bartle
- 2017 : Fun Mom Dinner d'Alethea Jones : Kate
- 2017 : Jasper Jones de Rachel Perkins : Ruth Becktin
- 2017 : Conspiracy (Unlocked) de Michael Apted : Emily Knowles
- 2017 : Madame d'Amanda Sthers : Anne Fredericks
- 2017 : Please Stand By de Ben Lewin : Scottie
- 2018 : Hérédité (Hereditary) d'Ari Aster : Annie Graham
- 2018 : Hearts Beat Loud de Brett Haley : Leslie
- 2018 : Birthmarked d'Emanuel Hoss-Desmarais : Catherine
- 2019 : Velvet Buzzsaw de Dan Gilroy : Gretchen
- 2019 : À couteaux tirés (Knives Out) de Rian Johnson : Joni Robinson

###### Années 2020
- 2020 : Dream Horse d'Euros Lyn : Jan Vokes
- 2020 : Je veux juste en finir (I'm Thinking of Ending Things) de Charlie Kaufman : la mère de Jake
- 2021 : Le Passager nº 4 (Stowaway) de Joe Penna : la commandante Marina Barnett
- 2021 : Nightmare Alley de Guillermo del Toro : Zeena Krumbein
- 2022 : The Estate de Dean Craig : Macey
- 2023 : Mafia Mamma de Catherine Hardwicke : Kristin
- 2023 : Roby l'ado Kraken (Ruby Gillman, Teenage Kraken) de Kirk DeMicco : Agatha Gillman (voix)
- 2024 : Juré n° 2 (Juror #2) de Clint Eastwood : Faith Killebrew
- 2025 : Mickey 17 de Bong Joon-ho : Ylfa Marshall

##### Court métrage
- 1994 : This Marching Girl Thing de Kelli Simpson : Cindy

#### Télévision

##### Téléfilms
- 2001 : Dinner with Friends de Norman Jewison : Beth
- 2006 : Tsunami : Les Jours d'après (Tsunami: The Aftermath) de Bharat Nalluri : Kathy Graham

##### Séries télévisées
- 1990 : A Country Practice : Tracy (1 épisode)
- 2009-2011 : United States of Tara : Tara Gregson (36 épisodes, également productrice exécutive de 12 épisodes)
- 2012 : Rake : Premier Claudia (1 épisode)
- 2013-2014 : Hostages : Dr Ellen Sanders (15 épisodes)
- 2014 : Devil's Playground (en) : Margaret Wallace (5 épisodes)
- 2017 : Blue Murder: Killer Cop (mini-série) : Anne Melocco (2 épisodes)
- 2018 : Wanderlust : Joy Richards (6 épisodes)
- 2019 : Unbelievable (mini-série) : Grace Rasmussen (8 épisodes)
- 2020 : Chrysalis : Nakstani (4 épisodes)
- 2021 : Odd Squad : La Reine des sables
- 2022 : Son vrai visage (Pieces of Her) : Laura Oliver (8 épisodes prévus)
- 2022 : The Staircase (mini-série) : Kathleen
- 2023 : Le Pouvoir (The Power) (mini-série) : Margot
- 2025 : Wayward (mini-série)

### Productrice
- 2006 : Like Minds de Gregory J. Read (long métrage)
- 2008 : The Black Balloon de Elissa Down (long métrage)
- 2008 : Hey Hey It's Esther Blueburger de Cathy Randall (long métrage)
- 2017 : Unit Zero de David Gordon Green (téléfilm)
- 2018 : Hérédité (Hereditary) d'Ari Aster (long métrage)
- 2018 : Wanderlust (série télévisée, 2 épisodes)

### Chanteuse
Toni Collette interprète des chansons dans plusieurs productions :
- 1996 : Cosi (en) de Mark Joffe - reprises de Throw Your Arms Around Me (en), Stand By Me et Don't Dream It's Over
- 2000 : Le Gâteau magique (The Magic Pudding) de Karl Zwicky - My Heart Beats
- 2002 : Pour un garçon (About a Boy) de Chris et Paul Weitz - reprise de Killing Me Softly with His Song
- 2014 : Up and Down (A Long Way Down) de Pascal Chaumeil - reprise de The Inchworm (en)
- 2015 : Ma meilleure amie (Miss You Already) de Catherine Hardwicke - Hello Halo (Cooper Todd Remix)
- 2017 : Fun Mom Dinner d'Alethea Jones - reprise de 99 Luftballons
- 2018 : Hearts Beat Loud de Brett Haley - reprise de Bruises
- 2018 : Wanderlust, épisode 4 - reprise de Here Comes the Rain Again

## Théâtre
Sauf indication contraire ou complémentaire, les informations mentionnées dans cette section proviennent de la base de données IBDb.
- 2000 : The Wild Party (en) (comédie musicale) de Michael John LaChiusa et George C. Wolfe, d'après le poème de Joseph Moncure March : Queenie
- 2014 : The Realistic Joneses (en) de Will Eno : Jennifer Jones

## Distinctions
Note : Cette section récapitule les principales récompenses et nominations obtenues par Toni Collette. Pour une liste plus complète, se référer aux sites IMDb et IBDb.

## Voix francophones
En France, Marjorie Frantz et Brigitte Berges sont les voix françaises régulières en alternance de Toni Collette. On compte dix-huit films (séries télévisées incluses) pour la première et douze pour la seconde. 
Au Québec, Violette Chauveau et Hélène Mondoux sont les voix québécoises régulières de l'actrice.